# Catherine Ternaux
Pour les articles homonymes, voir Ternaux.
 (janvier 2015).
Si vous disposez d'ouvrages ou d'articles de référence ou si vous connaissez des sites web de qualité traitant du thème abordé ici, merci de compléter l'article en donnant les références utiles à sa vérifiabilité et en les liant à la section « Notes et références ».
Catherine Ternaux est un écrivain français née à Reims en 1961. Outre des livres pour enfants, des essais, elle a écrit des nouvelles, dont quatre recueils sont publiés aux éditions L'Escampette. Elle collabore à la revue littéraire Le Paresseux.

### Nouvelles
- Olla podrida, Chauvigny, L'Escampette, 2001 (Prix du Livre en Poitou-Charente).
- Variations de la pesanteur, L'Escamptette, 2003.
- Une délicate attention, Chauvigny, L'Escampette, 2005.
- Les Cœurs fragiles, Chauvigny, L'Escampette, 2010 (Prix Thyde Monnier de la Société des gens de lettres).
- Bord de mer, Les Petites Allées, 2019.
- Voilà, Les Petites Allées, 2025.

### Romans
- Zoppot, Chauvigny, L'Escampette, 2019.

### Livres jeunesse
- Le Paillasson ronchon, Épigones, 1992.
- Martin nageur, Épigones, 1993.
- Le Secret de la Joconde, Grasset jeunesse, 1997.
- Une affaire de lunettes, Grasset jeunesse, 1999.
- Pieds nus dans la rue, Flammarion, 2005.

### Essais
- Respirer la vie, La Table ronde, 2003.
- La Polygamie : pourquoi pas ?, Grasset, 2012.
- Respiration, Hachette bien-être, 2018.

Divers textes parues en revues : Actualité Nouvelle Aquitaine, Le Paresseux, Le Liseron...